# Melk
Melk (phát âm cũ: Mölk) là một thành phố thuộc huyện Melk trong bang Niederösterreich.